# Myrflickslända
Myrflickslända (Coenagrion johanssoni), även kallad Johanssons flickslända, är en art i insektsordningen trollsländor som tillhör familjen dammflicksländor. 

## Kännetecken
Myrflicksländan är en av de mindre arterna i sitt släkte. Både hanen och honan har blå kropp med svarta teckningar. Vingarna är genomskinliga med ett litet mörkt vingmärke. Vingbredden är mellan 32 och 40 millimeter och bakkroppens längd är 21 till 26 millimeter.

## Utbredning
Denna art finns i norra Skandinavien, genom Ryssland och Sibirien till floden Amur i nordöstra Asien. I Sverige finns den främst i de norra delarna av landet, ungefär ned till Södermanland. Den är landskapstrollslända för Västmanland.

## Levnadssätt
Myrflicksländan förekommer ofta i närheten av mindre sjöar och mossar, eftersom honan lägger sina ägg i vitmossa. Flygtiden är från mitten av juni till mitten av augusti. 

## Status
För beståndet är inga hot kända. Hela populationen antas vara stor. IUCN listar arten som livskraftig (LC).